# Saccharomyces eubayanus
 Saccharomyces eubayanus  са вид дрожди – едноклетъчни гъби.